# 閩南語中的古百越語詞列表
閩南語中的古百越語詞列表

## 列表
- （捋）：脫落、搓揉。
- （戇）：笨、傻。
- （擺）：計算次數的單位。
- （勘）：覆蓋。
- （沫）：泡沫。
- （填）：填滿（坑）。
- （剔）：剔除，計算（財務）。
- （搦）：搓洗（衣物）；掌握。
- （啉）：喝、飲。
- （湳）：泥濘。
- （滓）：渣滓。
- （儂）：人類。
- （囝）：子女。
- （腳）：腳、腿。